# Philippine Association of the Record Industry
Philippine Association of the Record Industry ou PARI é a empresa oficial das gravadoras das Filipinas, e está associado ao IFPI.